# اس-آدنوزیل-ال-هوموسیستئین
اس-ادنوزیل-ال-هوموسیستین (به انگلیسی: S-Adenosyl-L-homocysteine) با فرمول شیمیایی C۱۴H۲۰N۶O۵S یک ترکیب شیمیایی با شناسه پاب‌کم ۴۳۹۱۵۵ است. که جرم مولی آن ۳۸۴٫۴۱۲ g/mol می‌باشد. 